# 金建煥
金建煥（김건환，1921年1月30日—1981年9月21日），北韓政治家，出生於平安南道。早期事跡不詳。1945年二戰結束後，他曾在順川市良才洞的學校工作。1950年，被委任為順川市人民委員會教育部科長。翌年，晉升為平安南道人民委員會的副部長。1953年，被提拔到朝鮮勞動黨中央委員會當官。1970年，成為黨中央委員會的副部長。1981年9月21日去世，死因不明，後被葬在平壤的愛國烈士陵。

## 資料來源
1. 1 2 3 4  .   [2014-03-11]. （原始内容存档于2015-09-24）.